# Capítulo (botánica)

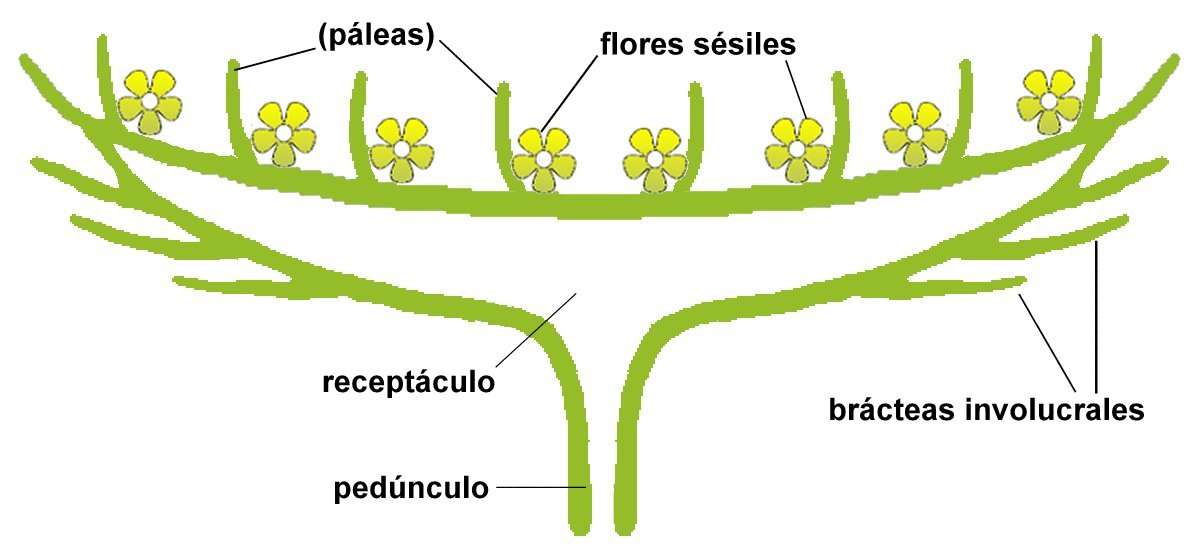
Esquema de una inflorescencia en capítulo.

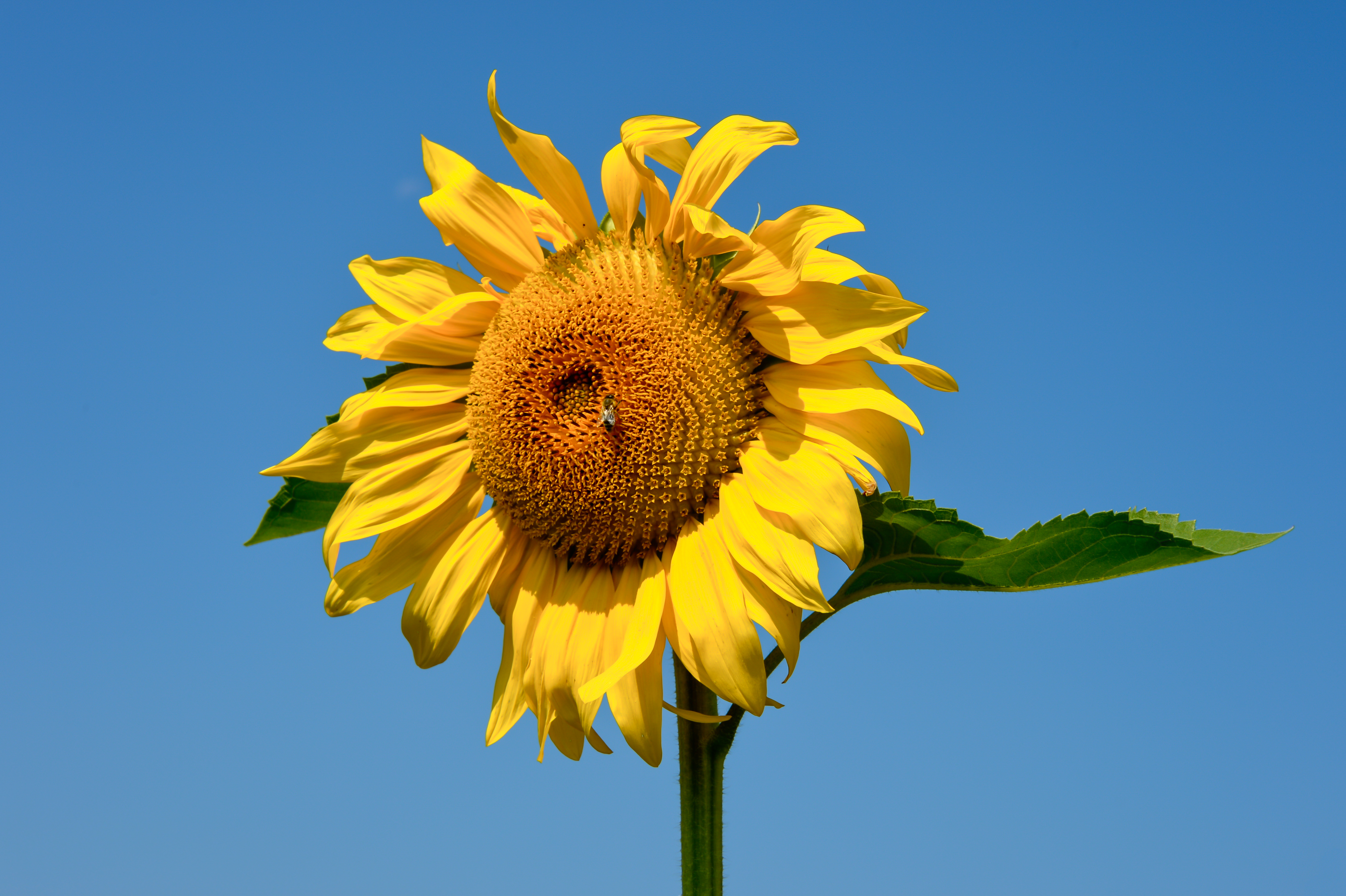
Capítulo expuesto de un girasol

En botánica, un capítulo  —del latín cǎpǐtǔlum, -i, diminutivo de caput, «cabecita»—  o cabezuela es un tipo de inflorescencia racimosa o abierta en la que el pedúnculo se ensancha en la extremidad formando un disco algo grueso, llamado receptáculo común o clinanto. Este receptáculo común se halla rodeado por una o más series de brácteas, denominadas brácteas involucrales (filarios). Sobre este órgano se disponen las flores sésiles (sin pedicelo) acompañadas o no por sus correspondientes brácteas axilantes (llamadas páleas sensu Linneo en las asteráceas). Es la inflorescencia típica de la familia de las asteráceas, como así también de algunas otras familias, como la subfamilia dipsacoideas.